# Deans Marsh
Deans Marsh is een plaats in de Australische deelstaat Victoria en telt 631 inwoners (2006).